# روبرت رينيه كوشينسكي
روبرت رينيه كوشينسكي (بالألمانية: Robert René Kuczynski)‏ (و. 1876 – 1947 م) هو اقتصادي، وعالم سكان ألماني، ولد في برلين، توفي في أكسفورد، عن عمر يناهز 71 عاماً.